# Oceanische kampioenschappen wielrennen 2024 – Individuele tijdrit mannen beloften
De individuele tijdrit voor mannen beloften op de Oceanische kampioenschappen wielrennen 2024 werd gehouden op 13 april van dat jaar. De deelnemers moesten een parcours van 20,2 kilometer in en rond Mount Walker afleggen. De Australiër Jackson Medway volgde Brady Gilmore op als winnaar. Met zijn tijd zou Medway zilver hebben behaald bij de eliterenners, die hetzelfde parcours aflegden.
Achttien Australiërs stonden op de startlijst, aangevuld met drie Nieuw-Zeelanders. De Australiërs Logan Taplin en Ryland Short startten uiteindelijk niet.

## Uitslag
| Plaats | Naam              | Tijd    |
| ------ | ----------------- | ------- |
| Goud   | Jackson Medway    | 24'35"  |
| Zilver | Lucas Murphy      | + 29"   |
| Brons  | Guy Yarrell       | + 53"   |
| 4      | Zac Marriage      | + 56"   |
| 5      | William Cooper    | + 1'06" |
| 6      | Nate Pringle      | + 1'07" |
| 7      | Curtis Harrison   | + 1'15" |
| 8      | Finn Walsh        | + 1'31" |
| 9      | Kobe Henderson    | + 1'37" |
| 10     | Matthew May       | + 1'54" |
| 11     | Matthew Connan    | + 1'55" |
| 12     | Adam Maccan       | + 1'59" |
| 13     | Angus Miller      | + 2'05" |
| 14     | Aiden Sinclair    | + 2'14" |
| 15     | Mitchell McGovern | + 2'18" |
| 16     | Thomas Clayton    | + 2'21" |
| 17     | Jack Dohler       | + 2'24" |
| 18     | Jonah Hamer       | + 3'19" |
| 19     | Tomas Tudor       | + 3'32" |